# Première Ligue de Soccer du Québec 2018
La Première Ligue de Soccer du Québec 2018 è stata la settima edizione della Première Ligue de Soccer du Québec. La stagione è iniziata il 29 aprile 2018 ed è terminata il 7 ottobre 2018. Rispetto alla stagione precedente si è aggiunto il Fabrose.

## Formula
Il campionato è composto da 8 squadre, ognuna delle quali incontra le altre tre volte. La squadra che ottiene più punti al termine della stagione regolare viene dichiarata campione. Non esiste un meccanismo di promozioni e retrocessioni con altri campionati. Al termine del campionato viene disputata anche una coppa di lega.
La squadra vincitrice del campionato si qualifica al Canadian Championship 2019.

## Partecipanti
| Squadra              | Città      | Regione            | Stadio                    |
| -------------------- | ---------- | ------------------ | ------------------------- |
| Blainville           | Blainville | Laurentides        | Stade du Parc Blainville  |
| Dynamo de Québec     | Québec     | Capitale-Nationale | Polyv. L'Ancienne-Lorette |
| Fabrose              | Laval      | Laval              | Parc Cartier              |
| Gatineau             | Gatineau   | Outaouais          | Mont-Bleu                 |
| Lanaudière           | Terrebonne | Lanaudière         | Stade André-Courcelles    |
| Longueuil            | Longueuil  | Montérégie         | Centre Multi Sport 1      |
| Mont-Royal Outremont | Mont-Royal | Montréal           | Rec de Mont-Royal         |
| St-Hubert            | Longueuil  | Montérégie         | Parc Rosanne-Laflamme     |

## Classifica
Aggiornato al 7 ottobre 2018.
|  | Pos. | Squadra              | Pt | G  | V  | N | P  | GF | GS | DR  |
|  | ---- | -------------------- | -- | -- | -- | - | -- | -- | -- | --- |
|  | 1.   | Blainville           | 51 | 21 | 16 | 3 | 2  | 42 | 14 | +28 |
|  | 2.   | Mont-Royal Outremont | 45 | 21 | 14 | 3 | 4  | 33 | 15 | +18 |
|  | 3.   | Gatineau             | 32 | 21 | 9  | 5 | 7  | 28 | 21 | +7  |
|  | 4.   | Longueuil            | 29 | 21 | 7  | 8 | 6  | 20 | 22 | -2  |
|  | 5.   | Dynamo de Québec     | 27 | 21 | 7  | 6 | 8  | 25 | 28 | -3  |
|  | 6.   | St-Hubert            | 22 | 21 | 6  | 4 | 11 | 26 | 36 | -10 |
|  | 7.   | Fabrose              | 15 | 21 | 3  | 6 | 12 | 19 | 31 | -12 |
|  | 8.   | Lanaudière           | 11 | 21 | 2  | 5 | 14 | 12 | 38 | -26 |

## Coppa di Lega
La finale di coppa si è giocata il 27 ottobre 2018.
|  | Quarti               | Quarti |  |            | Semifinali       | Semifinali |  |          | Finale           | Finale |
|  |                      |        |  |            |                  |            |  |          |                  |        |
|  | Blainville           | 0      |  |            |                  |            |  |          |                  |        |
|  | Blainville           | 0      |  |            |                  |            |  |          |                  |        |
|  | Gatineau             | 1      |  |            |                  |            |  |          |                  |        |
|  | Gatineau             | 1      |  | Gatineau   | 1                |            |  |          |                  |        |
|  |                      |        |  | Gatineau   | 1                |            |  |          |                  |        |
|  |                      |        |  |            | St-Hubert        | 0          |  |          |                  |        |
|  | St-Hubert            | 2      |  |            | St-Hubert        | 0          |  |          |                  |        |
|  | St-Hubert            | 2      |  |            |                  |            |  |          |                  |        |
|  | Mont-Royal Outremont | 1      |  |            |                  |            |  |          |                  |        |
|  | Mont-Royal Outremont | 1      |  |            |                  |            |  | Gatineau | 1 (3)            |        |
|  |                      |        |  |            |                  |            |  | Gatineau | 1 (3)            |        |
|  |                      |        |  |            |                  |            |  |          | Lanaudière (dtr) | 1 (4)  |
|  | Lanaudière (dtr)     | 1 (5)  |  |            |                  |            |  |          | Lanaudière (dtr) | 1 (4)  |
|  | Lanaudière (dtr)     | 1 (5)  |  |            |                  |            |  |          |                  |        |
|  | Longueuil            | 1 (4)  |  |            |                  |            |  |          |                  |        |
|  | Longueuil            | 1 (4)  |  | Lanaudière | 3                |            |  |          |                  |        |
|  |                      |        |  | Lanaudière | 3                |            |  |          |                  |        |
|  |                      |        |  |            | Dynamo de Québec | 0          |  |          |                  |        |
|  | Fabrose              | 0      |  |            | Dynamo de Québec | 0          |  |          |                  |        |
|  | Fabrose              | 0      |  |            |                  |            |  |          |                  |        |
|  | Dynamo de Québec     | 3      |  |            |                  |            |  |          |                  |        |
|  | Dynamo de Québec     | 3      |  |            |                  |            |  |          |                  |        |

## Statistiche

### Squadre

#### Capoliste solitarie
|            | ——         | ——         | ——         | ——         | ——         | ——         | ——         | ——         | ——         | ——         | ——         | ——         | ——         | ——         | ——         | ——         | ——         | ——                   | ——                   | ——         | ——         | —— |  |
| Blainville | Blainville | Blainville | Blainville | Blainville | Blainville | Blainville | Blainville | Blainville | Blainville | Blainville | Blainville | Blainville | Blainville | Blainville | Blainville | Blainville | Blainville | Mont-Royal Outremont | Mont-Royal Outremont | Blainville | Blainville |    |  |
|            |            |            |            |            |            |            |            |            |            |            |            |            |            |            |            |            |            |                      |                      |            |            |    |  |
|            |            |            |            |            |            |            |            |            |            |            |            |            |            |            |            |            |            |                      |                      |            |            |    |  |
| 1ª         | 2ª         | 3ª         | 4ª         | 5ª         | 6ª         | 7ª         | 8ª         | 9ª         | 10ª        | 11ª        | 12ª        | 13ª        | 14ª        | 15ª        | 16ª        | 17ª        | 18ª        | 19ª                  | 20ª                  | 21ª        | 22ª        |    |  |

#### Primati stagionali
Aggiornati al 7 ottobre 2018.
Squadre
- Maggior numero di vittorie: Blainville (16)
- Maggior numero di pareggi: Longueuil (8)
- Maggior numero di sconfitte: Lanaudière (14)
- Minor numero di vittorie: Lanaudière (2)
- Minor numero di pareggi: Blainville, Mont-Royal Outremont (3)
- Minor numero di sconfitte: Blainville (2)
- Miglior attacco: Blainville (42 gol fatti)
- Peggior attacco: Lanaudière (12 gol fatto)
- Miglior difesa: Blainville (14 gol subiti)
- Peggior difesa: Lanaudière (38 gol subiti)
- Miglior differenza reti: Blainville (+28)
- Peggior differenza reti: Lanaudière (-26)

### Individuali

#### Classifica marcatori
| Gol | Rigori |  | Giocatore             | Squadra              |
| --- | ------ |  | --------------------- | -------------------- |
| 19  |        |  | Pierre-Rudolph Mayard | Blainville           |
| 14  |        |  | Stefan Karajovanovic  | Gatineau             |
| 6   |        |  | Bastien Aussems       | Dynamo de Québec     |
| 6   |        |  | Sean Rosa             | Mont-Royal Outremont |
| 6   |        |  | Kodjo Ludvig          | St-Hubert            |